# East Staffordshire
East Staffordshire este un district ne-metropolitan situat în Regatul Unit, în comitatul Staffordshire din regiunea West Midlands, Anglia.

## Orașe din cadrul districtului
- Burton-upon-Trent
- Uttoxeter